# Daceton
Daceton – rodzaj mrówek należący do podrodziny Myrmicinae. Obejmuje dwa gatunki. Gatunkiem typowym jest Daceton armigerum. Zasięg występowania neotropikalny. Należą tu nadrzewne mrówki, tworzące duże kolonie, u D. armigerum liczące od 5000 do 10000 osobników.

## Gatunki
- Daceton armigerum Latreille, 1802
- Daceton boltoni Azorsa & Sosa-Calvo, 2008